# Acanthogorgia inermis
Acanthogorgia inermis är en korallart som först beskrevs av Johan Teodor Hedlund 1890.  Acanthogorgia inermis ingår i släktet Acanthogorgia och familjen Acanthogorgiidae. Inga underarter finns listade i Catalogue of Life.